# Leiopathes
Leiopathes Haime, 1849 è un genere di coralli antipatari della sottoclasse degli Esacoralli. È l'unico genere della famiglia Leiopathidae..

## Descrizione
La famiglia monogenerica Leiopathidae fa parte degli antipatari, comunemente noti come coralli neri, che sono un ordine tassonomico all'interno degli antozoi. Detti antipatari sono caratterizzati da: (1) scheletri proteici che sono ricoperti da minuscole spine scheletriche, (2) polipi con sei tentacoli non ramificati che non sono retrattili, (3) sei mesenteri primari e (4) sviluppo esclusivamente coloniale.
Tra le famiglie degli antipatari, i Leiopathidae sono abbastanza distintivi in quanto tutte le specie hanno spine scheletriche poco sviluppate, in particolare sui rami e sullo stelo più spessi, e possiedono polipi con dodici mesenteri (sei primari e sei secondari), mentre tutti gli altri antipatari hanno sei mesenteri (sei primari e nessun secondario) o dieci mesenteri (sei primari e quattro secondari). A causa di queste sostanziali differenze morfologiche, i leiopatidi possono persino meritare uno status tassonomico più elevato. In effetti, uno studio del 2013 dimostra che la famiglia potrebbe essere la più primitiva nell'ordine Antipatharia.

## Distribuzione e habitat
Sulla base di tutti i dati disponibili, i Leiopathidae sono attualmente noti dalle latitudini tropicali intorno alle isole Nicobare (7.80° N) a nord fino alle latitudini temperate al largo delle coste dell'Irlanda (56.50 ° N) e a sud fino alle coste della Nuova Zelanda (48.80° S). L'assenza di questa famiglia dalle regioni polari può suggerire che la distribuzione geografica dei Leiopathidae sia limitata dalle condizioni oceanografiche o ambientali.

## Tassonomia
Secondo il World Register of Marine Species (WORMS), il genere è composto da 8 specie:
- Leiopathes acanthophora. Opresko, 1998
- Leiopathes bullosa. Opresko, 1998
- Leiopathes expansa. Johnson, 1899
- Leiopathes glaberrima. (Esper, 1788)
- Leiopathes grimaldii. Roule, 1902
- Leiopathes montana. Molodtsova, 2011
- Leiopathes secunda. Opresko, 1998
- Leiopathes valdiviae. (Pax, 1915)